# Theodor Lente
Theodor Lente (* 16. März 1605 in Osnabrück; † 20. Februar 1668 in Kopenhagen) war ein deutscher Kanzler, königlich dänisch-norwegischer Rat und Diplomat.

## Leben
Der Sohn des Juristen und Syndikus der Ritterschaft des Stifts Osnabrück Hugo Lente und dessen Frau Katharina Hinricking hatte seine anfängliche Ausbildung vom Vater erhalten und die Schule seiner Heimatstadt besucht. 1622 ging er auf das Gymnasium nach Hamburg und nahm im März 1625 ein Studium der Rechtswissenschaften an der Universität Rostock auf. 1629 wechselte er an die Universität Wittenberg, wo er die Vorlesungen von Konrad Carpzov und Jeremias Reusner besuchte. Bald begab er sich an die Universität Jena, wo Dominicus Arumaeus und Friedrich Hortleder seine Lehrer waren.
Im Anschluss an sein Studium hatte er am kaiserlichen Kammergericht in Speyer seine ersten praktischen Erfahrungen gemacht. Er wurde Hofmeister eines Adligen und bereiste mit dessen Söhnen Frankreich, wo er unter anderem Hugo Grotius kennenlernte. Nach weiteren Reisen über England und Holland gelangte er 1635 nach Holstein und ließ sich in Kiel nieder. 1637 zog er nach Bremervörde, wurde dänisch-norwegischer Kammersekretär und Rat des Königs Christian IV. von Dänemark und Norwegen. Bei der Eroberung der Stadt Stade wurde er einige Monate lang von den Schweden gefangen genommen und erst nach dem Frieden von Brömsebro wieder entlassen. Dabei verlor er einen Großteil seiner Habseligkeiten.
1648 folgte er einem Ruf an den Hof von Friedrich III. von Dänemark und Norwegen nach Kopenhagen. Nachdem er dreiundzwanzig Jahre dem dänischen Königshaus gedient hatte, wurde er 1660 vom König zum Deutschen Kanzler und Assessor des Staats und höchsten Gerichts ernannt. 1665 verschlechterte sich sein Gesundheitszustand, er wurde wegen Wassersucht bettlägerig und konnte seinen Staatsgeschäften nicht mehr nachkommen. Daher wurde er 1667 von Johann Christoph von Körbitz (* 30. August 1612 in Dresden; † 20. August 1682 in Kopenhagen) als Kanzler abgelöst. Lente erlangte großen Einfluss am dänischen Hof. Er war jedoch durchaus bestechlich und hatte ein großes Vermögen angesammelt.

## Familie
Lente hatte sich am 14. September 1635 mit Magdalena († 30. März 1670), die Tochter des dänisch-norwegischen Rates und Domherrn in Schleswig Johann Schönbach und dessen Frau Regina Finckelthausen, verheiratet. Aus der Ehe gingen vier Söhne und drei Töchter hervor, wovon drei Söhne und eine Tochter den Vater überlebten. Bekannt sind Friedrich Lente (* 1639 Bremervörde; † 1677), Christian von Lente (1649–1725) und Johann Hugo von Lente (1640–1718). Die einzig überlebende Tochter Anna Cathrine (1637–1715) heiratete den Juristen Conrad Hesse (1621–1705).